# Sonates de bar
Sonates de bar est un recueil de courts textes d'Hervé Le Tellier, de deux pages chacun, publié chez Seghers en 1991 puis en 2001 aux éditions Le Castor astral. Il rassemble un ensemble de petites nouvelles écrites pour un hebdomadaire parisien, L'Événement du jeudi,, et publiées entre 1985 et 1987. C'est le premier livre de l'auteur.
L'édition actuelle est illustrée par des gouaches et aquarelles de la peintre Yoko Ueta.

## Résumé
Les Sonates mettent en scène la vie d'un petit bar de quartier. Chaque court récit, d'exactement 2 000 signes,, correspond à un événement ou un moment en particulier et le titre de chacun d'eux est le nom d'un cocktail que le personnage principal, le barman Jay H. March, sert au client de chaque récit.
L'une de ces nouvelles est un hommage au mathématicien Paul Erdős que l'auteur avait rencontré peu avant la mort du chercheur.
Une sélection de ces textes est adaptée en spectacle par une troupe de théâtre québécoise, en 1998.